# Paolo (1178)
 (mai 2025).
Si vous disposez d'ouvrages ou d'articles de référence ou si vous connaissez des sites web de qualité traitant du thème abordé ici, merci de compléter l'article en donnant les références utiles à sa vérifiabilité et en les liant à la section « Notes et références ».
Paolo (mort vers 1181) est un cardinal du XIIe siècle.
Il a été créé cardinal par le pape Alexandre III lors du consistoire du 22 septembre 1178.